# 卡尔萨达德洛斯莫利诺斯
卡尔萨达德洛斯莫利诺斯（lit.  'Causeway of the Mills'），意为“磨坊的堤道”，是西班牙卡斯蒂利亚-莱昂帕伦西亚省的一个市镇。 总面积26平方公里，总人口388人（2001年），人口密度15人/平方公里。

## 地理
卡爾薩達德洛斯莫利諾斯市位於 La Vega 和 Tierra de Campos 自然區域之間的邊界。地勢驚人地平坦，該鎮位於海拔約 830 米的卡斯蒂利亞平原中部。唯一超過該高度（海拔近 870 米）的海拔是卡里翁山（Mount Carrión），這是一片由聖橡樹和橡樹組成的小森林，構成了該市的西部邊界。東部邊界以 Perionda 河為標誌，北部邊界以 Camino de Santiago 為標誌。
Calzada 的景觀主要是東部的大片灌溉土地和西部的雨養土地。向日葵、小麥、玉米和楊樹的種植脫穎而出。雖然不是很豐富，但前面提到的 Monte Carrión 的聖櫟橡樹林、拉斯馬塔斯地區的橡樹林以及河流和溪流兩岸的大面積楊樹林的樹木繁茂的延伸部分脫穎而出。